# Гадсонвілл (Мічиган)
Гадсонвілл (англ. Hudsonville) — місто (англ. city) в США, в окрузі Оттава штату Мічиган. Населення — 7629 осіб (2020).

## Географія
Гадсонвілл розташований за координатами 42°51′48″ пн. ш. 85°51′44″ зх. д. / 42.86333° пн. ш. 85.86222° зх. д. (42.863370, -85.862205).  За даними Бюро перепису населення США в 2010 році місто мало площу 10,72 км², з яких 10,71 км² — суходіл та 0,00 км² — водойми.

## Демографія
Згідно з переписом 2010 року, у місті мешкало 7116 осіб у 2582 домогосподарствах у складі 1901 родини. Густота населення становила 664 особи/км².  Було 2712 помешкання (253/км²).
Расовий склад населення:
| - 94,3 % — білих - 1,5 % — чорних або афроамериканців - 0,8 % — азіатів - 0,4 % — корінних американців - 1,3 % — осіб інших рас |

До двох чи більше рас належало 1,7 %. Частка іспаномовних становила 3,2 % від усіх жителів.
За віковим діапазоном населення розподілялося таким чином: 28,4 % — особи молодші 18 років, 57,1 % — особи у віці 18—64 років, 14,5 % — особи у віці 65 років та старші. Медіана віку мешканця становила 33,5 року. На 100 осіб жіночої статі у місті припадало 91,1 чоловіків;  на 100 жінок у віці від 18 років та старших — 89,0 чоловіків також старших 18 років.
Середній дохід на одне домашнє господарство  становив 65 336 доларів США (медіана — 54 825), а середній дохід на одну сім'ю — 72 843 долари (медіана — 63 448). Медіана доходів становила 46 942 долари для чоловіків та 35 641 долар для жінок. За межею бідності перебувало 10,1 % осіб, у тому числі 14,3 % дітей у віці до 18 років та 1,5 % осіб у віці 65 років та старших.
Цивільне працевлаштоване населення становило 3409 осіб. Основні галузі зайнятості: освіта, охорона здоров'я та соціальна допомога — 21,1 %, виробництво — 18,9 %, мистецтво, розваги та відпочинок — 9,6 %, роздрібна торгівля — 8,4 %.